# Longcot
Longcot – wieś w Anglii, w hrabstwie Oxfordshire, w dystrykcie Vale of White Horse. Leży 29 km na południowy zachód od Oksfordu i 103 km na zachód od Londynu. W 2001 miejscowość liczyła 574 mieszkańców.